# Steve Cohen

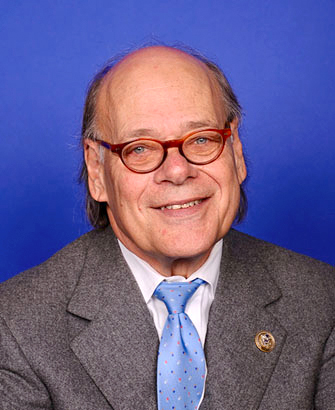
Steve Cohen, 2018

Stephen Ira „Steve“ Cohen (* 24. Mai 1949 in Memphis, Tennessee) ist ein US-amerikanischer Politiker der Demokratischen Partei. Seit 2007 vertritt er den neunten Distrikt des Bundesstaats Tennessee im US-Repräsentantenhaus.

## Werdegang
Steve Cohen wuchs in Florida und zeitweise in Kalifornien auf, wohin seine Eltern zwischenzeitlich gezogen waren. Später kehrte er in seine Geburtsstadt Memphis (Tennessee) zurück. Er absolvierte die Cora Gables High School in Florida. Bis 1971 studierte er dann an der Vanderbilt University in Nashville, wo er 1971 mit einem Bachelor of Arts abschloss. Nach einem anschließenden Jurastudium an der University of Memphis, mit Abschluss als Juris Doctor (J.D.), und seiner Zulassung als Rechtsanwalt begann er in seinem neuen Beruf zu arbeiten.

## Politische Karriere

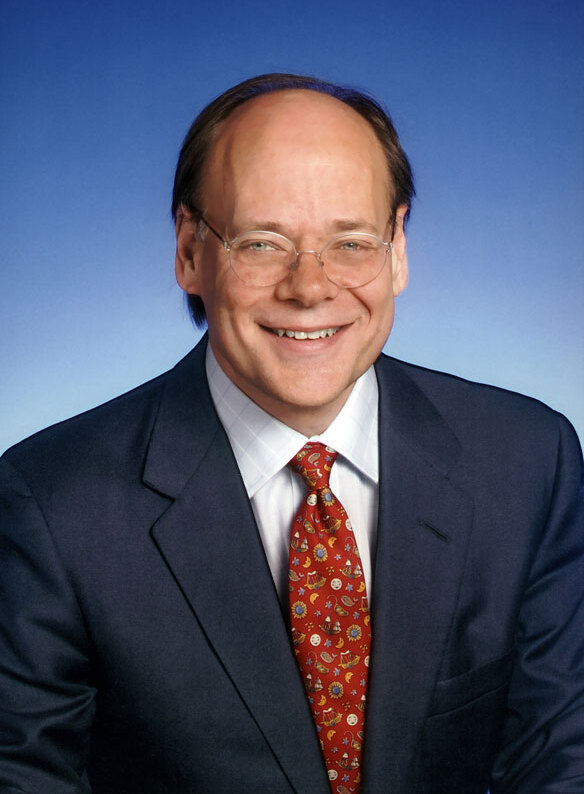
Steve Cohen

Gleichzeitig schlug er als Mitglied der Demokratischen Partei eine politische Laufbahn ein. Im Jahr 1977 war er Vizepräsident einer Versammlung zur Überarbeitung der Staatsverfassung von Tennessee. Von 1978 bis 1980 war er Landrat im Shelby County; zwischen 1982 und 2006 gehörte er dem Senat von Tennessee an. Im Jahr 1994 bewarb er sich erfolglos um die Nominierung seiner Partei für die damals anstehenden Gouverneurswahlen. Zwei Jahre später, im Jahr 1996, kandidierte Cohen erfolglos für den Kongress.
Bei den Kongresswahlen des Jahres 2006 wurde Cohen im neunten Kongresswahlbezirk von Tennessee in das Repräsentantenhaus der Vereinigten Staaten in Washington, D.C. gewählt, wo er am 3. Januar 2007 die Nachfolge von Harold Ford Jr. antrat. Ford hatte auf eine weitere Kandidatur verzichtet, da er, erfolglos, für den US-Senat antrat. Er siegte mit 59,9 % gegen Mark White von der Republikanischen Partei sowie den unabhängigen Jake Ford. Nachdem er bei allen folgenden neun Wahlen zwischen 2008 und 2024, jeweils bestätigt wurde, kann er sein Mandat bis heute ausüben. Seine aktuelle Legislaturperiode im 119. Kongress läuft noch bis zum 3. Januar 2027. Er wurde immer mit mindestens 74 % der Stimmen wiedergewählt. Sein bestes Ergebnis erzielte er bei den Wahlen 2008 mit 87,9 %, und das schlechteste Wiederwahlergebnis hatte er im Jahr 2022 mit 70 Prozent der Stimmen.

### Ausschüsse
Cohen ist aktuell Mitglied in folgenden Ausschüssen des Repräsentantenhauses:
- Committee on the Judiciary
  - Crime and Federal Government Surveillance
  - The Administrative State, Regulatory Reform, and Antitrust
  - The Constitution and Limited Government
- Committee on Transportation and Infrastructure
  - Aviation
  - Highways and Transit
  - Railroads, Pipelines, and Hazardous Materials

Zuvor gehörte er auch dem Committee on Science, Space, and Technology sowie dem Committee on Natural Resources an. Er ist außerdem Mitglied im Congressional Progressive Caucus sowie 172 weiterer Caucuses.